# 長距離砂漠挺身隊
長距離砂漠挺身隊（英語: Long Range Desert Group: LRDG）は、第二次世界大戦におけるイギリス陸軍の偵察・襲撃部隊である。
元々は長距離巡視隊（LRP）と呼ばれたこの部隊は、1940年6月にエジプトでラルフ・アルジャー・バグノルド少佐によって創設され、アーチボルド・ウェーヴェル将軍の指揮の下で行動した。バグノルドはパトリック・クレイトン大尉とウィリアム・ショー大尉の補佐を受けていた。当初は人員の大部分がニュージーランド出身であったが、じきに南ローデシア人とイギリス本国人の志願者が加わり、そこで新たな傘下部隊が組織され、より知名度の高い長距離砂漠挺身隊（LBDG）に名称が変更された。LRDGは数にして350名を越えたことがなく、その全員が志願者であった。
LBDGは特に、イタリア軍前線の後方における深潜行活動、隠密の偵察警備行動、そして諜報作戦を遂行するために組織されたが、時折は戦闘作戦にも携わった。LRDGは砂漠行の熟練であったことから、時には特殊空挺部隊（SAS）や諜報員たちを含む他の部隊が砂漠を横断する際の案内を任ぜられた。1940年12月から1943年4月にかけての砂漠戦役の間に、LBDGの車両群は絶えず枢軸軍前線の後方で作戦に携わっており、期間全体において不在であったのは総計して僅か15日間であった。おそらく彼らの最も特筆に値する攻撃活動はキャラヴァン作戦の最中、1942年9月13日夜のバルカの街と付随する飛行場に対する攻撃である。しかし、彼らの最も重大な役割は「道路監視」であり、その間にトリポリからベンガジに至る幹線道路の往来を秘密裏に監視し、イギリス陸軍司令部に情報を送っていた。
1943年5月にチュニジアの枢軸軍部隊が降伏すると、LRDGはその役割を変え、地中海東部に行動の場を移し、ギリシア諸島やイタリア、バルカン半島で作戦を実施した。ヨーロッパでの戦争が終わるとLRDGの指揮官連はイギリス陸軍省へ、部隊が極東地域へ移され、日本軍に対する作戦を行えるように請願した。この請願は退けられ、LRDGは1945年8月に解散した。

## 編成
戦前、ラルフ・バグノルド少佐は砂漠における車両の維持と運用の方法、誘導の方法、そして連絡の方法を学んでいた。1940年6月23日、彼はアレクサンドリアの中東司令部の司令官アーチボルド・ウェーヴェル将軍と面会し、長距離の偵察行を行い、リビアのイタリア軍前線の背後における情報収集を目的とする一隊という、自らの考えを説明した。ウェーヴェル将軍は第1次世界大戦期にエジプト遠征軍の連絡将校を務め、砂漠戦闘を熟知しており、バグノルドが示唆した考えを理解して支持した。ウェーヴェルは部隊が装備を整えるにあたって助力した。
当初は第1長距離巡視隊（No.1 Long Range Patrol Unit: LRP）として知られた当部隊は、1940年7月3日に創設された。バグノルドは精力的で、刷新的で、自信を備え肉体的・精神的に強靭であり、リビアの砂漠で隔絶された状態で生活し戦うことができる者を求めた。ニュージーランドの農業従事者にそのような特質が見られるとバグノルドは感じ、第2ニュージーランド師団から志願者を募る許可を得た。当師団の半分以上が志願した。2名の士官と、18名の管理・技術部門人員を含む85名の他階級が最終的に選出され、ほとんどは師団騎兵連隊と第27機関銃大隊からの者たちであった。人員が集められると、彼らは生存技術、砂漠での運転と誘導、加えて無線通信と破壊活動の訓練を、砂漠において開始した。
LRPは当初、巡視隊として知られる3部隊を編成しうるのみであったが、戦力の倍増で新たな重車輛部門の追加が可能になった。1940年11月には、LRPの名称は長距離砂漠挺身隊（Long Range Desert Group: LRDG）へ変更され、ニュージーランド人にイギリス軍と南ローデシア軍の連隊からの志願者が加わった。大半が近衛兵旅団（ガーズ）と義勇農騎兵（ヨーマンリー）の各連隊から到来したイギリス軍の志願者は、彼ら自身が構成する巡視隊として編入された。元々の巡視隊は、2名の士官と28名の他階級を擁し、カナダ軍仕様（CMP）のフォード製15cwt（イギリス・ハンドレッドウェイト）・トラックを1台、シボレー製の30cwtトラックを10台装備していた。1941年3月には新型のトラックが支給され、巡視隊は1名の士官と15名から18名が5台から6台の車両に搭乗する、巡視分隊へと分割された。それぞれの巡視隊が衛生兵、誘導担当、無線担当、車輛整備担当を編入しており、各自が役割に合わせて装備を持ち、トラックに乗り込んだ。

## 巡視隊

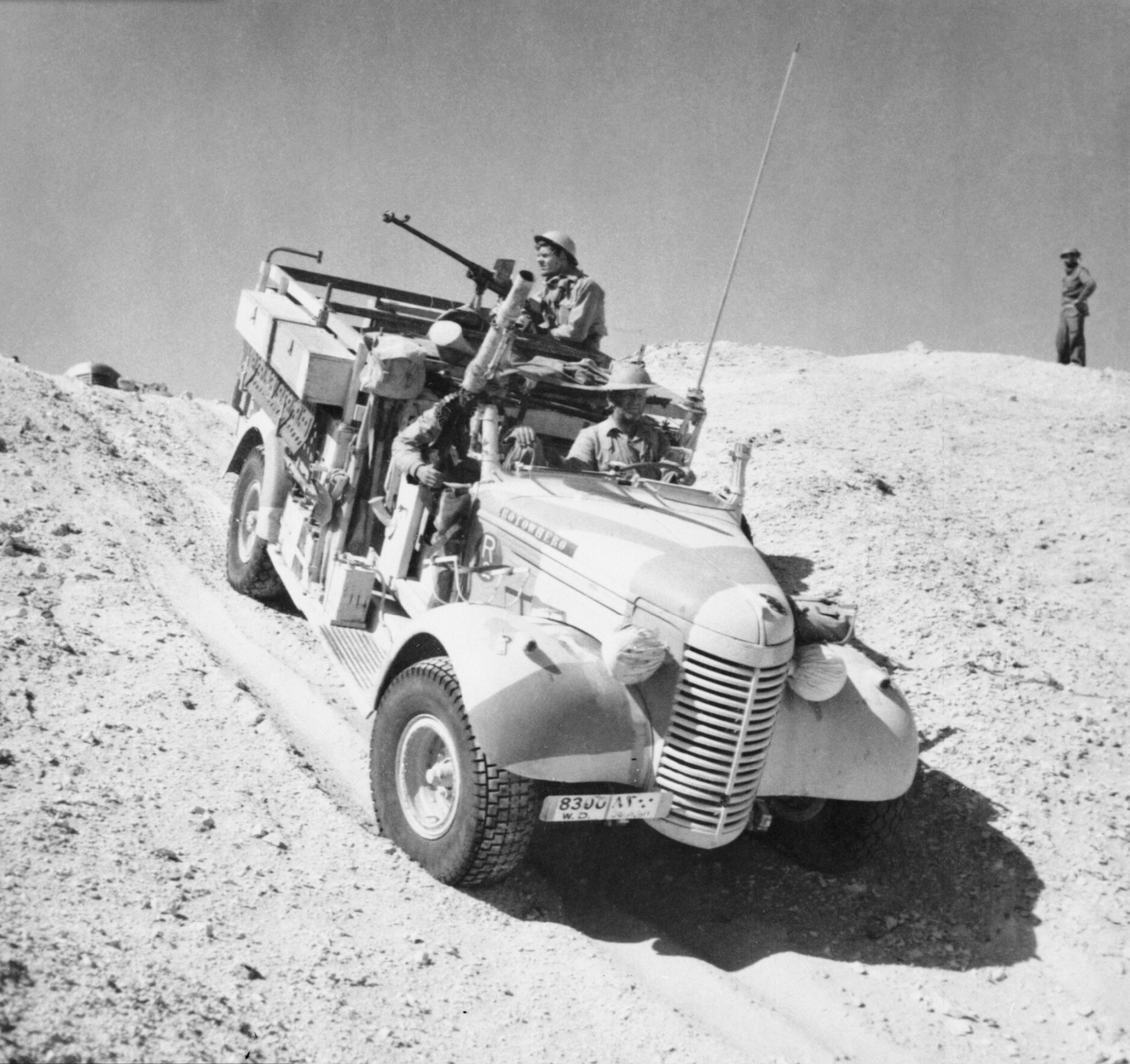
「R」巡視隊のシボレー製WB無線トラックで、棒型アンテナが運転席の背後に見える。助手席にルイス軽機関銃が搭載されているほか、後ろの乗員がボーイズ対戦車ライフルを受け持っている。

長距離巡視隊は、バグノルドが指揮を執る15名からなる司令部を含んでいた。3つの傘下部隊が存在した。「R」巡視隊はドナルド・ギャヴィン・スティール大尉が指揮した。「T」巡視隊はパトリック・クレイトン大尉、「W」巡視隊はエドワード・"テディ"・セシル・ミットフォード大尉が指揮した。「T」と「W」の巡視隊が戦闘部隊で、「R」巡視隊は援護用に充てられていた。
1940年11月、長距離巡視隊は再編成され、長距離砂漠挺身隊と再命名された。6つの巡視隊にまで拡充がなされ、「T」「W」「R」に「G」「S」「Y」巡視隊が加わった。それぞれの巡視隊が同じ連隊の集団に属する予定であったが、近衛兵旅団（Guards）や義勇農騎兵団（Yeomanry）のみがそれぞれに「G」「Y」と、独自の巡視隊を編成した。「G」巡視隊はコールドストリーム近衛連隊第3大隊とスコットランド護衛連隊第2大隊からの人員で、マイケル・クライトン・スチュワート大尉が指揮した。「Y」巡視隊はノッティンガムシャー義勇農騎兵団からの人員をP・J・D・マクライス大尉が指揮し、ロイヤル・ノーサンバランド・フュージリア連隊やアーガイル・アンド・サザーランド高地連隊からの人員も加わっていた。1940年12月に「W」巡視隊は解散となり、その隊の人員は「R」と「T」巡視隊の定員を満たすために用いられ、「G」巡視隊がその車輛を受け継いだ。1941年6月には、LRDGは2個中隊に再編されていた。ニュージーランド人とローデシア人の「A」中隊が「S」「T」「R」巡視隊を備え、「B」中隊が「G」「H」「Y」を備えた。司令部部門、軍事通信・測量・軽微補修の各部門もまた存在した。重車輛部門は、当初は4台のマーモン・ヘリントン製6トン・トラックを装備しており、各根拠地へ補給物資を輸送し、あらかじめ定められた場所へ秘密裏に補給地点を構築することで、兵站支援を提供するべく用いられた。加えて航空部門があり、ウェイコ・ZGC-7やYKCといった複葉機を用いて、重要人物を輸送し負傷者を退避させ、他の連絡任務をこなした。
1941年8月には砲兵部隊が、イタリア軍の要塞をより効果的に攻撃する目的で編成された。当初はQF・4.5インチ榴弾砲をマック製10トン・NR 4トラックに積載し、同道する軽戦車を装甲観測場として用いていた。しかし、これらはクフラの自由フランス軍へ引き渡された。次いで部隊は25ポンド積載砲を支給された。この砲を用いて、LRDGはエル・グタフィアの要塞を攻撃し占拠する成功を収めたが、後にトラックは放棄されざるを得なくなり、実験的な試みは終了した。

### 各中隊

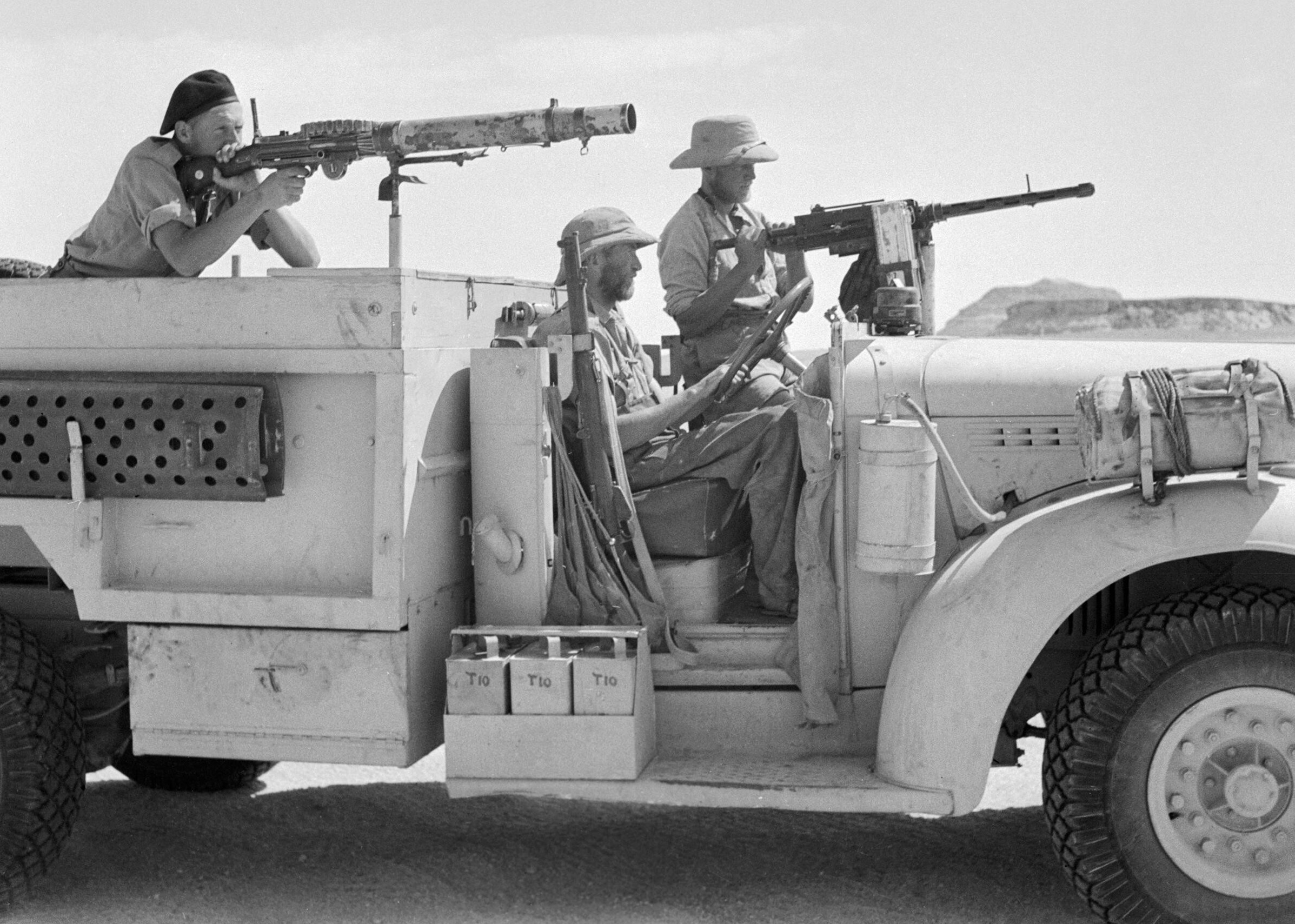
「T1」巡視隊のシボレー・1533X2・30cwt。前輪泥除けの後方の小円筒はラジエーターの復水器で、後部車体の張り出しの上には砂溝板が設置されている。搭載された武器はルイス軽機関銃（左）と303口径ブローニング・Mk 2（右）である。

1941年10月、LRDGは既存の巡視隊を2分された巡視分隊とするという単純なやり方で、10の巡視隊にまで拡充された。ニュージーランド軍人員は「R1」「R2」「T1」「T2」からなるA中隊を編成し、イギリス軍・ローデシア軍人員は「G1」「G2」「S1」「S2」「Y1」「Y2」からなるB中隊を編成した。「H」巡視隊は1941年9月、3か月の任務の後に解散となっていた。
これら2個中隊に1941年12月、いずれも第3インド自動化旅団の傘下であった第2槍騎兵連隊、第11騎馬連隊、第18騎馬連隊からの志願者で構成されたインド長距離中隊が加わった。インド人中隊は民族的・宗教的観点で組織化されており、最初の2個巡視隊は元々、「J」（ジャート）と「R」（ラージプート）として知られていた。これらの呼称は混乱を避けるため、「I1」「I2」に変更された。1942年10月、さらなるインド人巡視隊が編成された。「M」（ムスリム）と「S」（シーク）巡視隊であり、それらが「I3」「I4」巡視隊となった。「ポプスキー私兵団」と綽名された、ウラジミール・"ポプスキー"・ペニアコフ少佐が指揮する第1破壊中隊が、1942年12月から始まって、一時的にLRDGへ参加していた。
各巡視隊の車両が、それぞれの標章を用いていた。ニュージーランドの「R」巡視隊は赤い舌を持つ緑のヘイティーキ（マオリの首飾り）を車輛ボンネットの右側に、そして左側にはRで始まるマオリ語の地名（例えば、「ロトワロ」（Rotowaro））を用いた。「T」巡視隊の車両は緑の「芝」の上に黒のキーウィ鳥、そして「Te」で始まるマオリ語の名称（例えば、「テ・アナウ」（Te Anau））を類似の場所に用いた。「W」巡視隊の車両は「W」で始まるマオリ語の名称や単語を書き込んでいた。
イギリスの「G」巡視隊車両は特別の標章を付けていなかったものの、数台の車両は近衛兵連隊の記章を用いていた。「W」巡視隊が解散すると、彼らは当部隊の車両を引き継いだ。「Y」巡視隊の車両はやや異なっていた。「Y1」巡視分隊の車両はどれも高名な酒の製造業者の名称（「コッコー・ザ・ノース」など）を、そして「Y2」巡視分隊の車両は「三銃士」からの名称（例えば「アラミス」）を、車輛ボンネット部分の左側に用いていた。司令部門は四角形の中に配列された文字列を用いた（「車輛」の写真を参考のこと）。ローデシアの「S」巡視隊は、ローデシアと繋がりのある名称（「ソールズベリー」など）を車輛ボンネット部分の左側に用いた。1943年には、補充された車輛に名を付ける慣例が廃止された。

## 装備

### 車輛

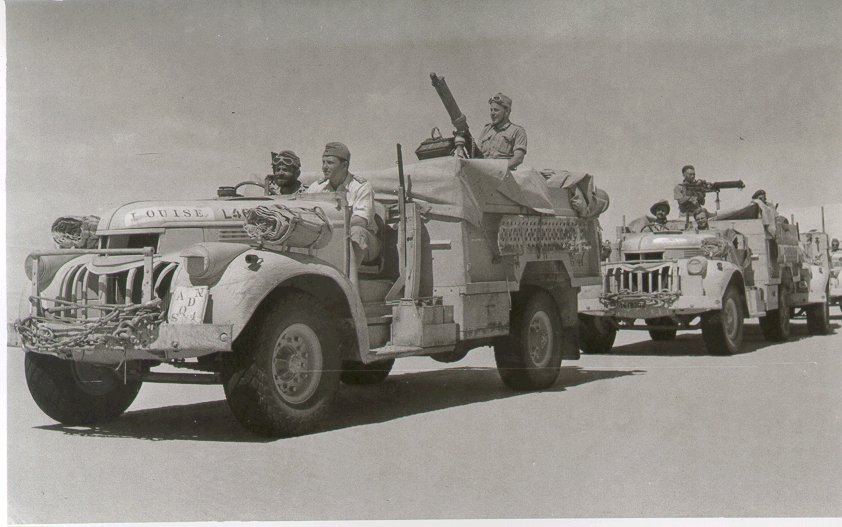
LRDG司令部門（「ルイーズ」の標章に注目）がシボレー・30cwtに搭乗する。先頭の2輌がヴィッカース銃で武装し、前輪ガード上に巻き上げ保管された帆布製の砂敷きを備えている。

LRDGの車両は主として2輪駆動で、4輪駆動よりも軽量であり低燃費であるという理由で選択されたものであった。扉や風よけ、屋根といった不用部分は全て取り払われた。さらに大型のラジエーター、そして復水器、苛酷な地勢に備えて組み込まれた板バネ機構、幅広で低空気圧の砂漠用タイヤ、砂敷きや溝形の鋼板、加えて地図収納やバグノルドが考案した太陽羅針盤が搭載されていた。無線通信トラックには無線設備に場所を設けるため、車体に特別の区画が備えられていた。当初、LRDGの巡視隊は1両のカナダ軍仕様（CMP）フォード・15cwt F15トラックを指揮官用として、一方その他は10両に至るシボレー・30cwtの158.5インチ・ホイールベース（「WB」）・トラックを用いていた（いくつかの文献に現れる「WA」型は、同型車両の133インチ・ホイールベース版であるようである）。1941年3月以降、シボレーの30cwtはCWPフォード・30cwt F30へと換装されたが、4輪駆動やシボレー車に比較した車重の増加は燃料消費の倍加を意味し、巡視活動の範囲を狭めたので、ある面ではこれは退歩であった。1942年3月からフォード車は暫時、LRDGのために特注された200台のカナダ製シボレー・1533X2 30cwtに入れ替えられていった。1942年7月から、ウィリス・ジープが巡視隊指揮官と巡視隊軍曹のために供給され始めた。

### 武器

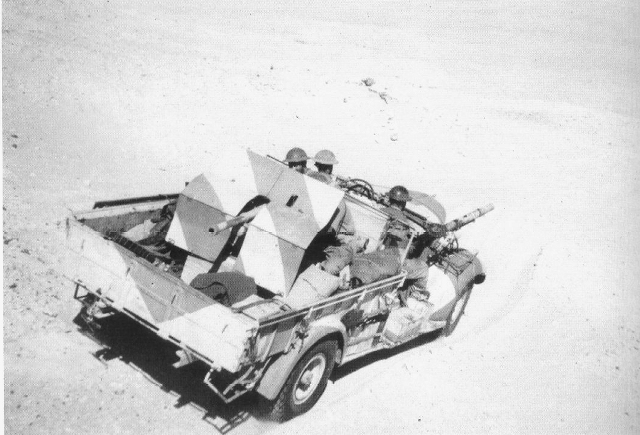
後部にボフォース・37ミリ対戦車砲を搭載した、シボレー・WB。

巡視車両は当初、11丁のルイス機関銃、4丁のボーイズ対戦車ライフル、1門のボフォース・37ミリ対戦車砲を各車両で分け合うべく供給されて用いていた。1940年12月には車両の武装は改善され、例として「T」巡視隊は5丁の303口径ヴィッカース・中型Mk. I機関銃、5丁のルイス機関銃、4丁のボーイズ対戦車ライフル、1門のボフォース・37ミリ砲を備えていた。用いられた他のヴィッカース製火器が50口径の重機関銃で、車輛の後部に据えられるものであった。部隊の全車両が、少なくとも1丁の銃で武装していた。各車両が6から8か所の銃架を備えていたが、通常はその中で2から3か所のみが用いられることとなった。
陸軍から供給された武器に追加して、LRDGはイギリス空軍（RAF）で余剰となった航空機用機関銃を、その高い発射速度から導入し装備していた。それらの中で最も広範に利用されたのがヴィッカース・K型機関銃で、しばしば2丁1組で据えつけられて用いられた。1941年の中頃からLRDGは、こちらも2丁1組で据えつけられ、総計で1分当たり2,400発を撃ち出す303口径のブローニング・Mk IIをイギリス空軍の在庫から獲得した。1942年3月に新車両が配備されると、数台は捕獲された陸空両用の20ミリ・ブレダ35型を、ボフォース製37ミリに置き換えて搭載するように改造され、そして各巡視分隊が1台のブレダ「銃トラック」を装備した。1942年9月には50口径のブローニング・AN/M2重機関銃が、両口径のヴィッカース機関銃やボーイズ対戦車ライフルに置き換わり始めた。
LRDGの人員は通常のイギリス軍の第二次世界大戦仕様の小火器を装備し、ショート・マガジン・リー・エンフィールド（SMLE）第1番Mk IIIが主なライフル銃であった。他に装備された小火器はトンプソン軽機関銃、38口径のエンフィールドやウェブリー・アンド・スコット、あるいは45口径のコルト・1911A1ピストルであった。ミルズ型、対戦車用第68番、第69番といった数種類の手榴弾が用いられた。各トラックにはリー・エンフィールドEY・発射器付きライフル取付備品が用意されており、ミルズ第36番M・小銃擲弾を撃つことができた。LRDGはまた地雷の敷設も行い、Mk 2地雷が最もよく使われた。利用された他の爆発物には、ノーベル・808を用いて特別に作られ、飛行機や他の目標の破壊に用いられたルイス爆弾や、敵の車両の破壊に用いられた粘着爆弾があった。
捕獲されたドイツ・イタリア軍の小火器も、ベレッタ・M 1934、ルガー・P 08、ワルサー・P 38などが役立てられた。ドイツ軍のMP 40軽機関銃やMG 34・MG 42、イタリア軍のブレダM 37やブレダM 38機関銃がいずれも用いられた。

### 通信

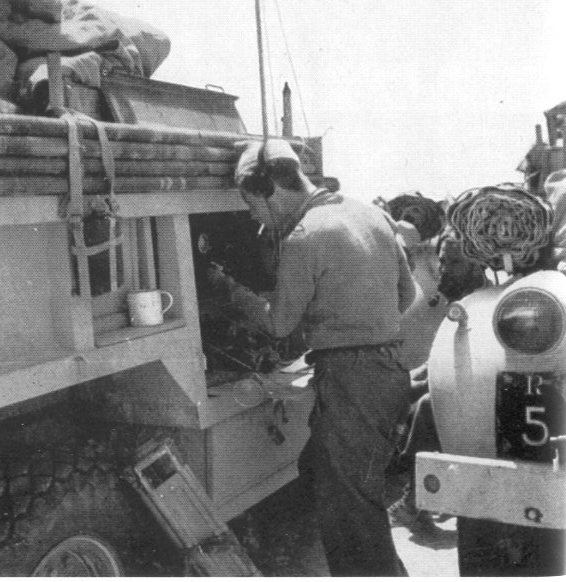
「R1」巡視隊の無線担当アーサー・ジョージ・ビドル信号隊伍長が、シボレーの30cwt・1533X2に搭載された第11号無線機を使っている。アンテナ竿がちょうど頭上にある。ウィンダム・ダイポール・アンテナ用の4本の木製支柱は、木製の「欲張り板」の上部張り出しに載せて運ばれる。帆布地の砂敷きが、右側の車両上に巻き上げられているさまが見て取れる。

LRPでは無線担当は大半がニュージーランド出身であったが、LRDGでは無線担当の全員がイギリス軍信号隊（RCS）の出身であった。このような者たちは通信の技術を身につけており、外部の助力を受けずに装備を保全し修理できた。故障した無線機が巡視隊と司令部とのやり取りを妨げた機会は3回のみであった。LRDGの全巡視隊が、第11号無線機と非軍事用途のフィリップス・635型受信機を装備した車両を1台装備していた。第11号無線機は戦車での使用のために設計されており、送信機と受信機の回路を備えていた。イギリス軍信号隊は第11号無線機を、6フィート（1.8メートル）もしくは9フィート（2.7メートル）のアンテナを用いて3マイル（4.8キロ）から20マイル（32キロ）の間で送受信に用いることを見込んでいた。LRDGはあらゆる通信にモールス符号を用い、500マイル（800キロ）までの通信に対応する、トラックに据えられた6.3フィート（1.9メートル）の単極アンテナに取り付けられたダイポール・アンテナを用いて遠距離の通信を行え、あるいは2本の17フィート（5.2メートル）高の柱から吊り下げられたウィンダム・ダイポール機構をもってさらなる遠距離に対応した。ウィンダム機構を使用する際の難点は、設置して適切なアンテナの長さを割り出すために時間を要するので、比較的安全な地域でのみ使用可能であるというものであった。第11号の電源のため、予備の電源を無線車輛が運ぶ必要があった。フィリップス受信機はグリニッジ標準時を傍受するために用いられ、これは砂漠での誘導において極めて重大であった。
移動時には、巡視隊の指揮官や軍曹の先導車両は小旗を掲げた。LRPは師団騎兵隊の系統に沿って構成されていたので、指揮官は「A」（司令部）隊が緑色、「B」隊が黒色、「C」隊が黄色、「D」隊が赤色の旗をつけた。LRDGが11の車両巡視隊に編成されると、緑地に巡視隊の文字が白色で示された旗へと単純化された。後の巡視分隊は場合により、緑一色の旗を用いた。意図していた道から進路を変える必要が生じ、あるいは敵の活動がある場合には、巡視隊の行動は各トラックの散開度合いの広さに応じて、青と白の信号旗を用いた単純な手旗信号の仕組み、あるいは手での合図で統制された。

### 誘導
LRDGの全トラックがバグノルド式太陽羅針盤を装備しており、数台はさらにP8・戦車用コンパスを装備していた。各巡視隊は誘導担当を有しており、常に編成の2台目のトラックに搭乗していた。当人はトランシットと、天測結果を記入する天体暦、そして地図を装備していた。時計が用いられ、そしてグリニッジ標準時の時報信号を用いて、午後ごとに調整が行われた。初期にLRDGが直面した大きな問題は、特にリビアに関する正確な地図を欠いていたことであった。
巡視隊は自分たちが取った経路ごとに自ら測量を行い、自ら地図を製作する必要があった。1941年7月には、この任務を遂行するため測量部門が編成された。

## 歴史

1940年から1943年にかけての、LRDGの作戦区域。大砂海の左側にヤロ・オアシス、そして右側にシワ・オアシスがある。バルカは上部左側で、大理石門は地図の左端、エル・アゲイラの左にあった。

1940年から1943年にかけてのLRDGの作戦区域は西部砂漠地帯として知られ、地中海からティベスティ山地とウウェイナト山脈に至る南方への約930マイル（1,500キロ）、そして東のナイル渓谷から西のチュニジア・アルジェリア山脈に至る約1,200マイル（1,900キロ）に渡って広がっていた。舗装道路は存在せず、細い道と脇道のみが当区域を横断していた。日中の気温は摂氏60度（華氏140度）に達し、夜には氷点下となった。水はいくつかのオアシスに見つかるのみで、そこはまた植生が育つ唯一の土地でもあった。第8軍の大半が沿岸部で行動した一方で、LRDGは内陸部の大砂海南部で作戦を開始し、次いでは当地に根拠地を置いて西部や北部で作戦を行い、その後にはさらなる西部、沿岸からはかなりの南に根拠地を置いた。
最初のLRPの巡視活動は、イタリア軍のエジプト侵攻の時期に始まった。エドワード・ミットフォード大尉が指揮する「W」巡視隊は、1940年9月15日にクフラとウウェイナトの偵察を行うため出立した。イタリア軍の形跡を見出さず、彼らは南に転じて、燃料集積所や飛行機、そしてクフラに物資を運ぶイタリアの輸送隊を攻撃した。パトリック・クレイトン大尉が指揮する「T」巡視隊は、クフラとウウェイナトの間の幹線道路を偵察し、次いで「W」巡視隊と合流するため南へ向かった。イタリア軍のトラック2両と公用郵便を捕獲して、両隊とも根拠地へ戻った。このような襲撃へのイタリア軍の対応は、前線の戦力を縮小して、当地域への駐留部隊の人数を1940年9月の2,900名から11月には5,500名にまで増強するというものであった。1940年12月27日、「G」と「T」巡視隊がカイロを発ち、クフラの北西方向へと砂漠を横断した。到着すると彼らはチャド駐留の自由フランス軍部隊の代表者と会見し、1941年1月11日にはムルズクのイタリア軍要塞に対して共同攻撃を仕掛けた。2時間の戦闘の後、要塞はイタリア軍の支配下に留まったものの、隣接する飛行場が破壊された。各部隊は次いで南方面、ゾウアルの自由フランス軍駐屯地へと退いた。
1941年1月31日、彼らはジェベル・シェリフ渓谷でイタリア軍のLRDG類似部隊であるクフラ自動化サハラ中隊（Compagnia auto-avio sahariana "Cufra"）の要撃を受けた。LRDGは1名を戦死で失い、クレイトン少佐を含む3名を捕虜とされ、戦闘中に3台のトラックを破壊された。イタリア軍の損失は5名の戦死者、3名の負傷者であり、1台のトラックが遺棄された。LRDGの4名は、食料を持たず水は一行内に2ガロン分の水1缶のみで、10日間で200マイル（320キロ）を歩いて安全な環境へと逃れた。当巡視隊は2月9日にエジプトへ生還した。およそ4500マイル（7,200キロ）を走破し、6台のトラック喪失を経験し、その4台は敵の行動に、また2台は機械的故障によるものであった。1台は後部車軸を壊しており、修理可能となるために900マイル（1,400キロ）に渡って牽引された。死傷者は総計で3名の死亡と3名の捕虜であった。クレイトン少佐は殊功勲章（DSO）を授与された。
イタリア軍がキレナイカから追われてコンパス作戦が終了すると、LRDGをカイロから（リビア南東部の）クフラに移動させる決定が下された。同時に、LRDGには「Y」「S」巡視隊が加わって拡張がなされた。エルヴィン・ロンメル将軍指揮下のドイツアフリカ軍団が1941年4月に反撃に出ると、LRDGはクフラ地域を強化するよう命令を受けた。「R」巡視隊はタイセルボに、「S」巡視隊はジゲンに、そしてLRDG司令部と「T」巡視隊、また自由フランス軍がクフラでバグノルドの指揮下にいた。分遣隊となった「G」「Y」巡視隊は第13軍団の指揮下で、シワ・オアシスに根拠地を置いた。
LRDGの空の経路がクフラ占拠の間に、ガイ・レノックス・プレンダーガスト少佐によって形成された。偵察や連絡、負傷者の避難、カイロ総司令部への飛行についての飛行機の価値を察知し、彼は長距離用燃料タンクを備えた2機のウェイコ機を配備した。1機をプレンダーガスト自身が、もう1機はR・F・T・バーカー軍曹が操縦した。1941年8月にバグノルドがカイロ参謀本部付に任命されると、プレンダーガストがLRDGの指揮を任された。
LRDGは今や、枢軸軍前線背後での一連の巡視活動を開始していた。7月末にかけて、「T」巡視隊はシドラ湾の南部に向けて砂漠に出立した。1台の「T」巡視隊トラックは、枢軸軍が往来する沿岸の幹線道路を視察することに成功した。2週間から3週間後、彼らに「S」巡視隊が続き、ヤロ・オアシスとアジュダービヤーの間で同様の偵察を行った。両巡視隊とも発見されることなく無事にクフラへ戻った。1941年8月、「R」巡視隊がシワで「G」「Y」巡視隊に交替し、10月にはそこに「T」巡視隊が加わった。

### 第8軍の指揮

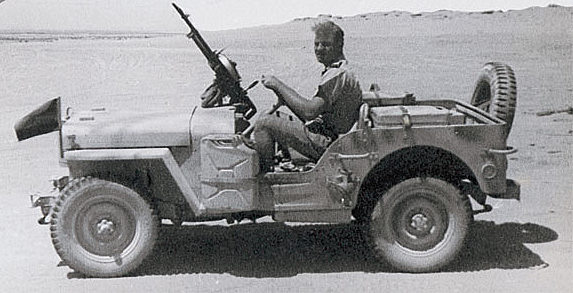
1942年9月、ヴィッカース・K型銃で武装した「G」巡視隊のジープが、キャラヴァン作戦の最中にバルカへ向かう。

1941年11月、今では新編成の第8軍の傘下であったLRDGは、クフラからシワ（リビア中央部）へと移った。各巡視隊はジェベル・アフダルの南の砂漠路を見張り、増援や撤退の兆しを報告する任務を受けていた。「R1」巡視隊は、トブルク西方の飛行場を襲撃するため前線の後方に落下傘降下したデイヴィッド・スターリング大尉と30名を迎えに行くこととなった。21名のみが合流地点へ到着してイギリス軍の前線へと戻り、後に特殊空挺部隊（SAS）の中核となる。LRDGに割り当てられた他の任務の一つが、SASの部隊を敵の前線背後へ運ぶことであった。1942年にSASが独自の輸送手段を支給されるまで、これが続けられた。11月の初め、「T2」巡視隊は4名のイギリス軍士官をゲベルへ移動させ、3週間後に当地へ戻って彼らを迎えることとなった。士官たちはロンメル将軍の殺害を意図して計画された、フリッパー作戦のための先遣地上隊であった。
11月24日、クルセーダー作戦を支援するため、LRDGは枢軸軍の後方地域を攻撃する命令を受けた。既に巡視活動に出ていた「Y1」「Y2」巡視隊がメチリ、デルナ、ガザラ地区の目標を攻撃した。「Y1」は輸送車両置き場の15台に損害を与え、「Y2」は小規模な要塞を奪取して約20名のイタリア兵を捕虜とした。「S2」「R2」巡視隊はベンガジ、バルカ、マラワ地区の目標を攻撃し、9台の車両に対する待ち伏せ攻撃を行った。「G1」「G2」巡視隊はアジュダービヤー近傍の幹線道路を割り当てられ、「G1」はそこで路上往来に2度の攻撃を行い、数台の車両を銃撃した。枢軸軍部隊がキレナイカから撤退すると、LRDGはアジュダービヤーから約140マイル（230キロ）南南東のヤロ・オアシスの根拠地へ移動した。
1941年の最後の作戦は12月に行われ、LRDGは枢軸軍の飛行場への襲撃を行うSASの行き帰りを輸送し、彼らはスルト（2度）、エル・アゲイラ、アジュダービヤー、ノファリヤ、タミトの飛行場を攻撃して151機の飛行機と30台の車両を破壊した。シルテへの2度目の襲撃で、SASは停められた飛行機を攻撃する新方法を考案した。彼らはLRDGのトラックを飛行機の列の間に走らせ、次いでそれらは機関銃と手榴弾による攻撃を受けた。これに先立って、密かに飛行場へ侵入し飛行機と車輛へルイス爆弾を仕掛ける策が施されており、爆弾が炸裂する前に場を離れていたというもので、この攻撃が大いに成功を収めたことから、飛行場への攻撃に際して好まれる手段となった。

### 道路監視

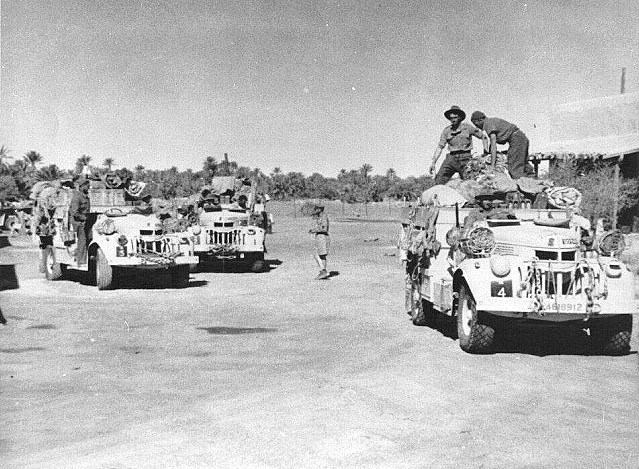
1942年、重積載の「R1」巡視隊のシボレー車列がヤロ・オアシスを出発する。マオリの「ヘイティーキ」を用いた部隊記章が先頭車両のボンネット部に見え、右側フェンダーには暗色の四角形に個別番号「R4」を付けている。

LRDGがシワに駐留していた折に、彼らはそれ以降バルビア道路（トリポリ・ベンガジ間道路）の「道路監視」として知られるようになった任務に参加した。そこで各巡視隊は常時の道路監視の任務に携わり、1隊が1週間から10日間に渡って道路を見張り、別の1隊が彼らを任務から解くためにそちらへ向かい、3隊目は任務を離れてシワへと戻ってゆくというものであった。道路監視の場所は大理石門の記念碑から5マイル（8キロ）ほど離れた地であった。道路監視の巡視隊は道から2マイルほど離れた地に駐車し、各トラックは擬装用の網、その地の植生や砂で擬装を施された。日毎の夜明け前に、2名が道路から350ヤード（320メートル）ほど離れてよく擬装を施された位置についた。日中には、彼らはあらゆる車両や部隊の動きを詳細に記録し、そして夜には道路から30ヤード（27メートル）ほどの地点に移動して、いかなる種類の車両が往来しているかを音と外形から推測した。日の出に彼らは、当日の道路監視任務を引き継ぐ別の一組と交替した。
戦車群や大規模部隊の移動が見られると、彼らはシワのLRDG司令部に直ちに無線連絡し、敵が前線に到達する頃にはカイロの総司令部が相手の到来を知っているようにした。巡視隊は交替して退くと、目撃した全ての詳細をシワへと送信した。LRDGは道路監視の間に人員や車両を失うことはなかったものの、数度の近接遭遇の機会があった。3月21日には、「R1」巡視隊は夜を過ごすために監視役と彼らの車両の間に停車した、27台からなる車列とおよそ200名に取り囲まれた。道路監視が続けられる中で、別の巡視隊が地雷の敷設や機関銃による車輛への攻撃で、トリポリとベンガジ間の道路における別区間に沿って目標を攻撃した。1942年の3月2日から7月21日まで、当の道路は24時間体制で常に監視の下に置かれていた。
ガザラの戦い、そしてトブルク陥落の後に、LRDGは6月28日にシワからの撤退を余儀なくされた。「A」中隊は再補給に次いでクフラへ戻るためカイロへと退き、一方で「B」中隊はファイユームへと向かった。

### バルカ
第8軍がエル・アラメイン戦線を保持する中、枢軸軍の補給路、そしてベンガジとトブルクの港を攻撃する計画が持ち上がった。1942年9月、イギリス軍コマンド部隊がトブルクを陸海から攻撃することとなる（アグリーメント作戦）。SASはベンガジを攻撃し（ビガミー作戦）、スーダン国防軍はヤロ・オアシスを占拠する（ナイスティ作戦）。LRDGは各目標への攻撃部隊の誘導役として用いられ、同時にLRDG部隊がバルカを攻撃する（キャラヴァン作戦）。バルカ方面部隊は「G1」「T1」巡視隊の17台の車両、47名の人員で構成され、目標へ到達するために1,155マイル（1,859キロ）を移動する必要があった。到着すると「T1」巡視隊は飛行場を、「G1」はバルカの兵舎を攻撃した。飛行場への攻撃は、イタリア軍の捕虜によると35機の飛行機を破壊した。イタリア軍の公式の数字は、16機が破壊され7機が損傷したと見積もっている。

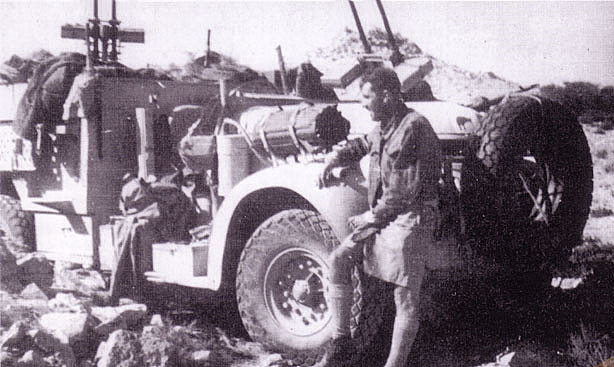
「T1」巡視隊の「テ・アナウ2」は、キャラヴァン作戦からの撤退時に航空攻撃を免れて唯一残ったシボレー車であった。2連装・ブローニング機関銃の2組で武装している。

1942年9月30日、LRDGは第8軍の指揮下から離れて、中東方面総司令部の直接の指揮下に入った。北アフリカにおけるLRDGの最後の作戦は1943年3月、マレス攻勢においてチュニジアで、第2ニュージーランド師団をマレス線近辺で誘導するものであった。

### 1943年以後の作戦

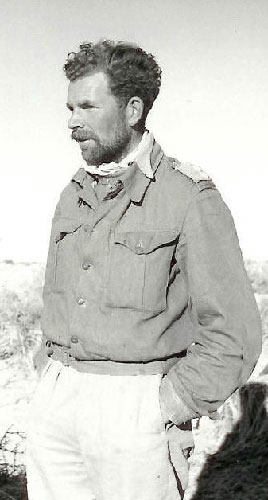
LRDGの指揮官、ジョン・リチャード・イーソンスミス中佐（殊功勲章・戦功十字章 (英国)）は、レロス島の戦いで戦死した。

1943年5月、LRDGは山岳戦闘の再訓練のためにレバノンへ送られた。しかしながら1943年のイタリアの休戦を受けて、彼らは通常の歩兵部隊として任務を果たすべく、ドデカネス諸島の一環であるレロス島へと派遣された。その後レロス島の戦いに参加し、そこで指揮官のジョン・リチャード・イーソンスミスは戦死して、デイヴィッド・ロイド・オーウェンが後を引き継いだ。この戦いの後に、2名の士官とおよそ46名の人員からなる残りのニュージーランド人がLRDGから離れ、自らの師団へと復帰した。
1943年12月、LRDGは8巡視隊を擁する2個中隊として再編成された。各巡視隊が1名の士官、10名の他階級の者を含むものであった。モイア・ストールモンス・ダーリング少佐がイギリス人中隊の、ケネス・ヘンリー・ラザルス少佐がローデシア人中隊の指揮を任された。次いで各巡視隊は、ドイツ軍部隊の移動に関する情報を掴むべくローマの北部に落下傘降下し、またダルマチア諸島とコルフ島への襲撃を敢行した。
1944年8月、イギリス人中隊の巡視隊がユーゴスラヴィアへ落下傘降下した。ある巡視隊は2本の40フィート（12メートル）長の大型鉄道橋を破壊し、ドイツ軍の部隊と物資の移動に大いに混乱をもたらした。指揮官のオーウェン中佐と36名からなる一団は1944年9月、アルバニアへ降下した。彼らの任務はドイツ軍の後退を追跡し、それを攻撃するアルバニアの抵抗組織を支援することであった。1944年10月、イギリス人中隊の2巡視隊がギリシアのフロリナ地域に降下した。そこで彼らは、後退するドイツ軍が利用していた道路に地雷を敷設し、3台の車両を破壊して道路を塞いだ。立ち往生した車列に隣接する丘陵から発砲し、残存車列を破壊するべくイギリス空軍の飛行機を誘導した。
ヨーロッパでの戦争が終結するとLRDGの指揮官連はイギリス陸軍省へ、部隊が極東方面へ移され、日本軍に対する作戦に従事できるよう請願を行った。この請願は退けられ、LRDGは1945年8月に解散した。

## 遺産

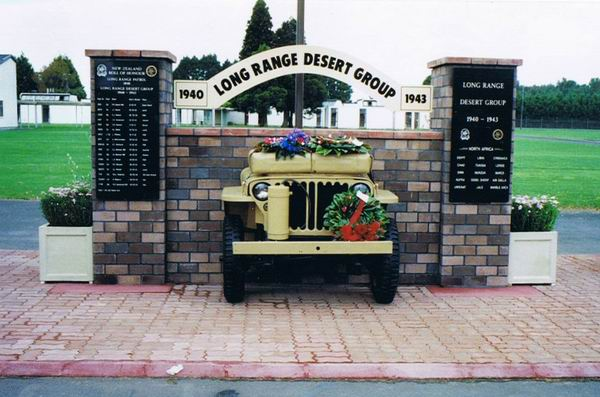
ニュージーランドのパパクラ軍営にある、LRDG記念碑。（2006年）

長距離砂漠挺身隊は第二次世界大戦の終わりとともに解散した。今日、彼らに比較しうる唯一のイギリス軍部隊は、特殊空挺部隊（SAS）の機動小隊である。常備の特殊空挺部隊中隊のそれぞれが、機動小隊を備えている。LRDGのように、彼らは車輛利用の専門家であり、車輛のいかなる問題をも修復するための高度な自動車工学の訓練を受け、また砂漠戦闘の熟練者である。
長距離砂漠挺身隊は、特殊空挺部隊協会が代表する第二次世界大戦期の部隊の一つである。他に代表されている部隊は、SASの全連隊、特殊襲撃中隊、（戦時の）特殊舟艇部隊（SBS）、ファントム連絡連隊、襲撃支援連隊、ギリシア神聖中隊である。
ニュージーランド陸軍はパパクラ軍営のニュージーランド特殊空挺部隊兵舎に、LRDGを讃える常設の記念碑を建てた。2009年8月7日、LRDGで任務に就いた全ニュージーランド軍人の詳細を記した2枚の銘板が除幕された。

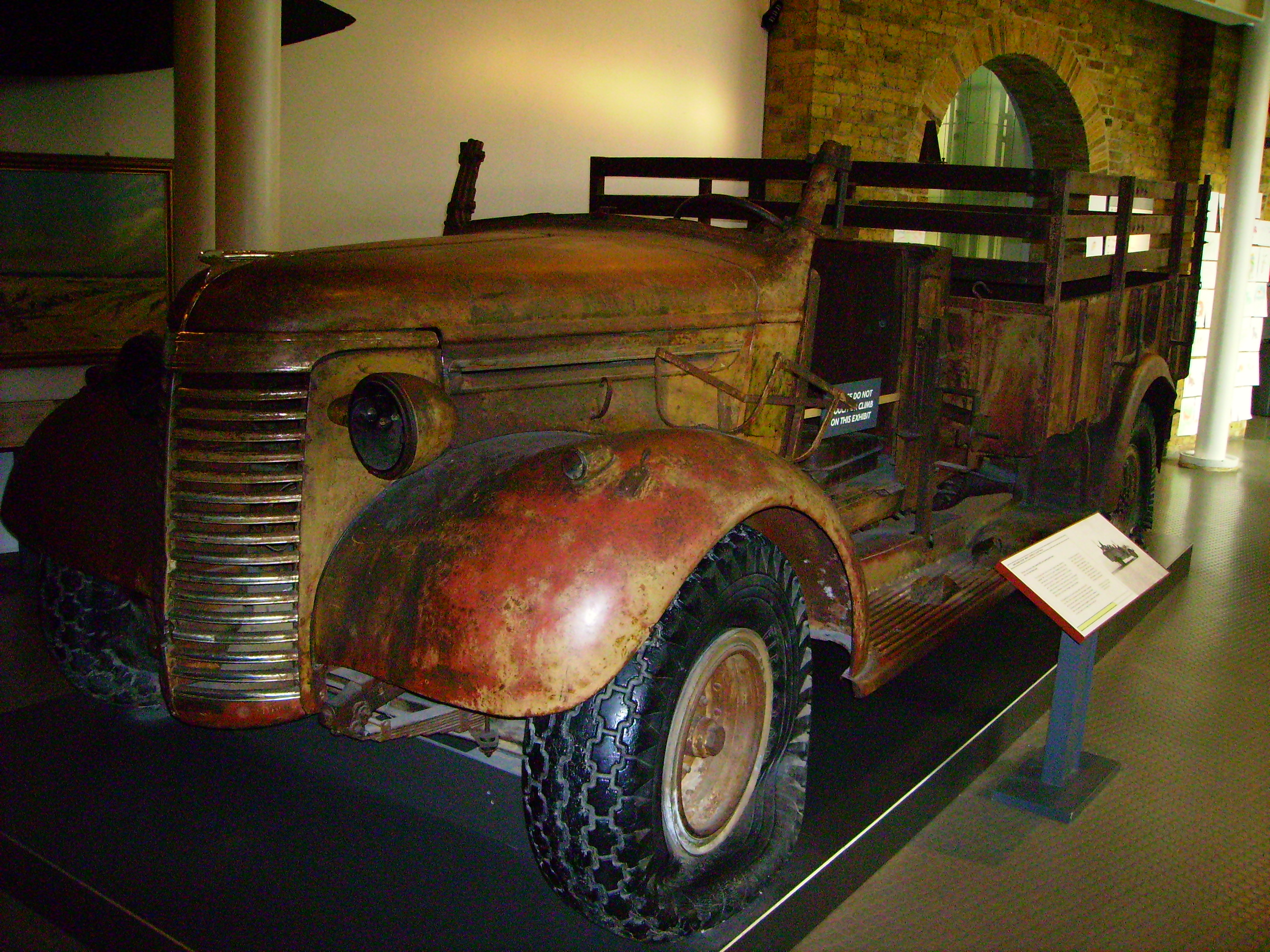
イギリス帝国戦争博物館に展示されている、LRDGのシボレーWB車。（2007年）

LRDGのシボレー・WBトラックの一台が、ロンドンの帝国戦争博物館に展示されている。1983年に、当時は退役少将であり、LRDG協会の会長であったデイヴィッド・ロイド・オーウェンがリビアの砂漠から回収した後に、協会から博物館へ寄付された。発見時の状態のままに保存されており、錆びついてはいるものの概して無傷である。

## 文芸・映像作品での言及
- 『イギリス人の患者』（The English Patient）: マイケル・オンダーチェの1992年発表の小説[85]で、これを原作とした映画『イングリッシュ・ペイシェント』（アンソニー・ミンゲラ監督）が1996年に公開された[86]。登場人物ピーター・マドックスが、LRDGのパトリック・クレイトン少佐をモデルとしたとされる。
- 『砂漠の狐を狩れ』（Killing Rommel）: スティーヴン・プレスフィールド（英語版）の2008年の小説。主人公がLRDGに加わる[87]。
- 『熱砂の海』（Sea of Sand）: 1958年の映画（ガイ・グリーン監督）で、エル・アラメイン第2次会戦前夜の、LRDGの敵前線後方での巡視作戦を描く[88]。
- 『大侵略』（Play Dirty）: 1968年の映画（アンドレ・ド・トス監督）で、敵前線背後でのドイツ軍・アフリカ軍団施設への襲撃を描き、部分的にLRDGの活動に基づいている[89]。
- 『Lost in Libya - In Search of the Long Range Desert Group』: 2009年のTVドキュメンタリー番組で、LRDGが1941年にイタリア軍の類似部隊であるクフラ自動化サハラ中隊（イタリア語版）と初交戦した後、リビア南部のジェベル・シェリフ（英語版）で遺棄された3台のトラックの行方を追う。テレビジョン・ニュージーランドで2009年4月25日のアンザック・デイに初放映された。（予告編[90]と、12分の番組抜粋・クレジット[91]）